# Puig de la Pomereda
El Puig de la Pomereda és una muntanya de 604,7 metres del límit dels termes comunals de Serrallonga i el Tec, tots dos de la comarca del Vallespir, a la Catalunya del Nord. Es troba a la zona nord del terme de Serrallonga, al límit amb el terme del Tec. Respecte d'aquest segon terme, és a la zona central-sud. És just al nord i damunt de Galdares i al nord-oest de la Pomereda, que li dona el nom.